# Carnide (Lisboa)
Carnide es una freguesia portuguesa del municipio de Lisboa, con 4,02 km² de área y 21 097 habitantes (2001). La densidad poblacional asciende a 5 251,9 hab/km².

## Demografía
| Gráfica de evolución demográfica de Carnide entre 2011 y 2021 |
|                                                               |
| Datos según el nomenclátor publicado por el INE portugués.    |

## Patrimonio
- Núcleo histórico del Colégio Militar
- Convento de Santa Teresa de Jesús de Carnide
- Quinta do Bom Nome
- Igreja de Nossa Senhora da Luz ( Capilla donde está enterrada la Infanta D. María, hija del rey Manuel I)
- Igreja de São Lourenço de Carnide